# Bukowno (gromada)
Bukowno (także Bukowno-Wieś) – dawna gromada, czyli najmniejsza jednostka podziału terytorialnego Polskiej Rzeczypospolitej Ludowej w latach 1954–1972.
Gromady, z gromadzkimi radami narodowymi (GRN) jako organami władzy najniższego stopnia na wsi, funkcjonowały od reformy reorganizującej administrację wiejską przeprowadzonej jesienią 1954 do momentu ich zniesienia z dniem 1 stycznia 1973, tym samym wypierając organizację gminną w latach 1954–1972.
Gromadę Bukowno z siedzibą GRN w Bukownie (obecna nazwa to Stare Bukowno; wówczas była to wieś na zachód od miejscowości Bukowno-Osiedle, przekształconej w 1962 w miasto Bukowno, którego dawna wieś Bukowno jest obecnie częścią) utworzono – jako jedną z 8759 gromad na obszarze Polski – w powiecie olkuskim w woj. krakowskim, na mocy uchwały nr 28/IV/54 WRN w Krakowie z dnia 6 października 1954. W skład jednostki wszedł obszar dotychczasowej gromady Bukowno ze zniesionej gminy Bolesław w tymże powiecie. Dla gromady ustalono 13 członków gromadzkiej rady narodowej.
Gromadę Bukowno-Wieś zniesiono 31 grudnia 1959, a jej obszar włączono do nowo utworzonej gromady Wodąca.